# Gymnostreptus roseopygidalis
Gymnostreptus roseopygidalis är en mångfotingart som först beskrevs av Christoph D. Schubart 1969.  Gymnostreptus roseopygidalis ingår i släktet Gymnostreptus och familjen Spirostreptidae. Inga underarter finns listade i Catalogue of Life.